# Romerías de Mayo
Las Romerías de Mayo son un festival cultural que se celebra anualmente en la ciudad de Holguín, en el oriente de Cuba, entre los días 2 y 8 de mayo. Aunque tienen un origen religioso vinculado a la tradición cristiana, hoy constituyen un evento esencialmente secular, artístico y multidisciplinario, considerado uno de los encuentros culturales más significativos del país, con creciente reconocimiento internacional.
Organizado principalmente por la Asociación Hermanos Saíz (AHS) —entidad que agrupa a jóvenes creadores cubanos—, el festival convoca a artistas, intelectuales, académicos, promotores culturales y estudiantes de Cuba y otras partes del mundo. Es también conocido como el Festival Mundial de Juventudes Artísticas, y convierte durante una semana a Holguín en la llamada Capital del Arte Joven.

## Orígenes
La tradición tiene raíces coloniales. Se remonta al siglo XVIII, cuando el fraile franciscano Antonio Joseph Alegre colocó una cruz en lo alto de una colina al norte de la ciudad —la actual Loma de la Cruz— con el fin de proteger a la población de epidemias y catástrofes naturales. Con el tiempo, esta elevación se convirtió en un sitio de peregrinación religiosa y en un símbolo identitario de Holguín.
Décadas más tarde, esta tradición fue resignificada por jóvenes artistas holguineros que la transformaron en una peregrinación simbólica del arte y la cultura. Así nació la práctica de iniciar el festival con una subida colectiva a la Loma de la Cruz, portando una "antorcha cultural" como representación de la luz del conocimiento y la creatividad.

## Historia

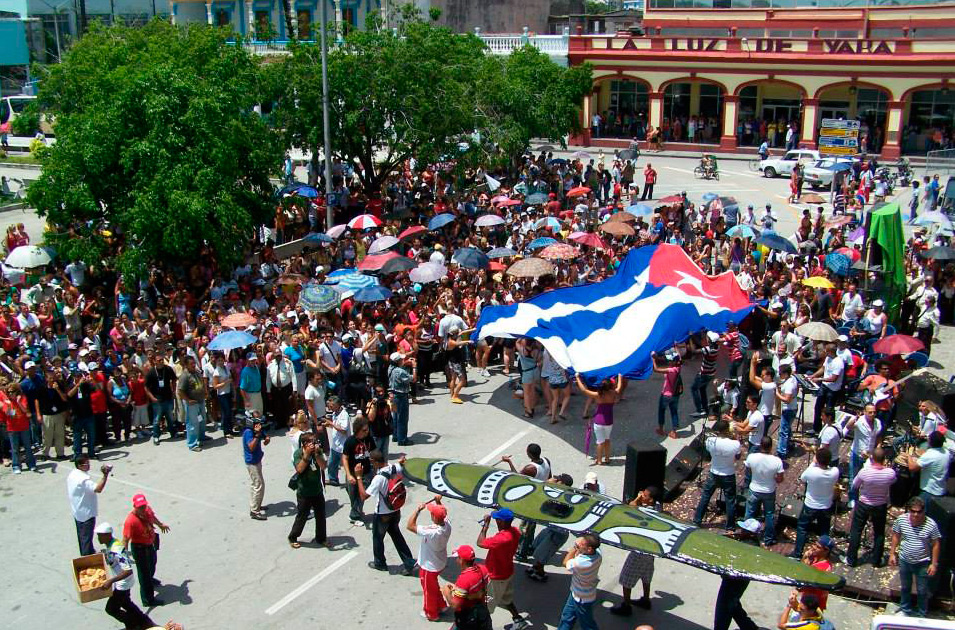
Actividades inaugurales.

El antecedente directo de las Romerías de Mayo es la peregrinación religiosa del siglo XVIII ya mencionada. Sin embargo, fue en 1994 cuando, impulsadas por la AHS y un grupo de jóvenes creadores, se celebró la primera edición moderna del festival con el objetivo de reivindicar la espiritualidad desde la cultura y dar voz al arte joven cubano e internacional.
Desde entonces, las Romerías han crecido en escala y diversidad, consolidándose como una cita anual que integra tradición y modernidad, con un fuerte enfoque en el intercambio cultural, la reflexión intelectual y la experimentación artística. La elección de la canción "Oda a la Alegría" (basada en el poema de Friedrich Schiller y musicalizada por Ludwig van Beethoven) como himno del evento refuerza su carácter universal, inclusivo y esperanzador.

## Estructura del evento
El festival incluye una rica variedad de espacios temáticos que abarcan prácticamente todas las expresiones del arte y la cultura. Algunos de los programas principales son:
- Memoria Nuestra: espacio de reflexión y debate sobre identidad, historia y pensamiento latinoamericano.
- Barraca del Humor: espectáculos de humor escénico, teatro satírico y comedia política.
- Cámara Azul: muestra de cine joven, videoarte y producciones audiovisuales experimentales.
- Electroromerías: escenario dedicado a la música electrónica, con DJs nacionales e internacionales.
- Rockmerías: plataforma para bandas de rock, punk, metal y géneros alternativos.
- Bloguerías de Mayo: foros sobre comunicación digital, redes sociales, activismo cultural y periodismo joven.

Además, se realizan conciertos, exposiciones de artes visuales, ferias populares, talleres formativos, presentaciones literarias y desfiles artísticos que recorren espacios públicos de la ciudad, involucrando directamente a la comunidad holguinera.

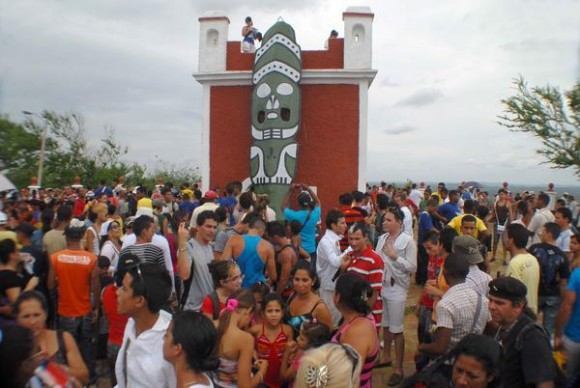
El Hacha de Holguín en la Loma de la Cruz.

## Importancia cultural
Las Romerías de Mayo constituyen una plataforma nacional e internacional para la promoción del arte joven, el intercambio cultural y la producción intelectual. A lo largo de sus 32 ediciones han participado delegaciones de todos los continentes, lo que ha consolidado su carácter cosmopolita, inclusivo y latinoamericanista.
El festival también ha contribuido a dinamizar la vida cultural de Holguín, reforzando su condición de ciudad cultural del oriente cubano y vinculando su pasado espiritual con las expresiones más contemporáneas de la creación artística. Es un espacio donde la juventud renueva y reinterpreta los símbolos de la tradición cubana, elevándolos a través del arte.